# 美叶油麻藤
美叶油麻藤（学名：Mucuna calophylla）为豆科黎豆属下的一个种。

## 扩展阅读
- 維基物種上的相關：美叶油麻藤